# 平沙落雁
《平沙落雁》，或稱《雁落平沙》，是一首古琴曲，最早見於《古音正宗》。描寫水邊雁起落飛翔的場景。《天闻阁琴谱》題解：“取秋高气爽、风静沙平、云程万里、天际飞鸣，借鸿鹊之远志，写逸士之心胸”，曲調平和闲静。

## 版本
現存的平沙落雁譜最早刊印於明末潞王朱常淓的《古音正宗》，此外张岱的《陶庵梦忆》中說《徽言秘旨》作者尹芝仙在万历末年曾在绍兴向王本吾学过此曲。此後又有五十部左右琴谱集刊载了不同派别、版本的平沙。 此曲的作者在這些谱集中也各不相同，包括唐陈子昂，宋毛仲敏、田芝翁，明朱权等。
現在流傳最廣的版本如下：
- 《蕉庵琴谱》本，七段，為廣陵派之版本，以劉少椿、張子謙等人之錄音為代表。
- 《琴学丛书》本，七段，即通常所說的「北平沙」，以管平湖之錄音為代表。[2][3]
- 裴介卿傳譜，又稱「川派平沙」、「南平沙」，可見於香港琴家蔡德允所著之《愔愔室琴譜》。[4][5]
- 《梅庵琴譜》本，梅庵派之版本，在王燕卿的創作下新增描寫雁叫聲及雁群盤旋的一段，形象鮮明生動。[6][7]
- 吳基西傳譜，閩派之版本，陳長林彈奏的即此版本。[8]
- 吳蘭蓀、吳兆基的版本，收錄於《吳門琴譜》。[9]

## 外部連結
- YouTube上的〈平沙落雁〉，《蕉庵琴譜》本，劉少椿演奏
- YouTube上的〈平沙落雁〉，《蕉庵琴譜》本，林友仁演奏
- YouTube上的〈平沙落雁〉，《梅庵琴譜》本，楊秋悅演奏
- YouTube上的〈平沙落雁〉，裴介卿傳譜本，沈草農演奏
- YouTube上的〈平沙落雁〉，《琴學叢書》本，孫貴生演奏
- YouTube上的〈平沙落雁〉，始於36分35秒，《指法匯參確解》，林晨演奏
- YouTube上的〈平沙落雁〉，《琴學叢書》本，楊葆元演奏